# Проста молитва
«Проста молитва» — молитва, найчастіше помилково приписувана Св. Франциску. До сьогодні її автор залишається невідомим.
Уперше цю молитву опубліковано в 1912 році в церковному журналі «La Clochette» у Франції завдяки священику Esther Bouquerel. Анонімний текст був французькою мовою. Італійською мовою текст був опублікований перший раз в офіційній газеті Ватикану «L'Osservatore Romano» в 1916 році.
Пізніше в 1918 році брат Etienne Benoit (OFMcap) друкує молитву на звороті листівки із зображенням Святого Франциска.
Через майже десять років, в 1927 році в одній протестантській публікації Св. Франциск буде названий автором молитви.

## «Проста молитва»(українською мовою)
Господи, зроби руки мої проявом Твого миру;
і туди, де ненависть, дай мені принести Любов;
і туди, де образа, дай мені принести Прощення;
і туди, де незгода, дай мені принести Єдність;
і туди, де омана, дай мені принести Істину;
і туди, де сумнів, дай мені принести Віру;
і туди, де розпач, дай мені принести Надію;
і туди, де морок, дай мені принести Світло;
і туди, де горе, дай мені принести Радість.
Допоможи мені, Господи,
не стільки шукати розради, скільки утішати;
не стільки шукати розуміння, скільки розуміти;
не стільки шукати любові, скільки любити.
Бо хто віддає — той отримує,
хто забуває себе — знову себе знаходить,
хто прощає — тому прощається,
хто вмирає — той відроджується у Вічному житті.

## "Belle prière à faire pendant la Messe"(французькою мовою)
Seigneur, faites de moi un instrument de votre paix.
Là où il y a de la haine, que je mette l’amour.
Là où il y a l’offense, que je mette le pardon.
Là où il y a la discorde, que je mette l’union.
Là où il y a l’erreur, que je mette la vérité.
Là où il y a le doute, que je mette la foi.
Là où il y a le désespoir, que je mette l’espérance.
Là où il y a les ténèbres, que je mette votre lumière.
Là où il y a la tristesse, que je mette la joie.
Ô Maître, que je ne cherche pas tant à être consolé qu’à consoler, à être compris qu’à comprendre, à être aimé qu’à aimer, car c’est en donnant qu’on reçoit, c’est en s’oubliant qu’on trouve, c’est en pardonnant qu’on est pardonné, c’est en mourant qu’on ressuscite à l’éternelle vie.

## "Preghiera semplice"(італійською мовою)
O Signore, fa di me uno strumento della tua Pace:
Dove è odio, fa ch’io porti l’Amore.
Dove è offesa, ch’io porti il Perdono.
Dove è discordia, ch’io porti l’Unione.
Dove è dubbio, ch’io porti la Fede.
Dove è errore, ch’io porti la Verità.
Dove è disperazione, ch’io porti la Speranza.
Dove è tristezza, ch’io porti la Gioia.
Dove sono le tenebre, ch’io porti la Luce.
O Maestro, fa ch’io non cerchi tanto:
Essere consolato, quanto consolare.
Essere compreso, quanto comprendere.
Essere amato, quanto amare.
Poiché sì è:
Dando, che si riceve;
Perdonando che si è perdonati;
Morendo, che si risuscita a Vita Eterna.